# Quiscalus
Quiscalus is een geslacht van zangvogels uit de familie van troepialen (Icteridae). Het geslacht telt 7 soorten.

## Soorten
- Quiscalus lugubris – Caribische troepiaal
- Quiscalus major – Bootstaarttroepiaal
- Quiscalus mexicanus – Langstaarttroepiaal
- Quiscalus nicaraguensis – Nicaraguaanse troepiaal
- Quiscalus niger – Antilliaanse troepiaal
- †  Quiscalus palustris – Dunbektroepiaal
- Quiscalus quiscula – Glanstroepiaal